# Adi Shamir
Adi Shamir עדי שמיר (Tel Aviv, 6 luglio 1952) è un crittografo, informatico e matematico israeliano.
È uno degli inventori dell'algoritmo RSA (insieme a Ron Rivest e Leonard Adleman) ed ha fornito vari contributi sia nel campo della crittografia che dell'informatica.
Shamir ha conseguito il Bachelor Science in matematica alla Tel Aviv University nel 1973, mentre nel 1975 e 1977 ha rispettivamente ottenuto presso il Weizmann Institute of Science di Rehovot in Israele, il Master of Science ed il PhD in Computer Science. Ha collaborato come ricercatore dal 1977 sino al 1980 presso il MIT, ed è tuttora professore di matematica e computer science al Weizmann Institute. Dal 2006 ricopre anche il ruolo di Invited Professor presso la École Normale Supérieure di Parigi.

## Riconoscimenti
- ACM Turing Award assieme a Ronald Rivest e Leonard Adleman per i contributi forniti alla crittografia (2002)